# Stella di David

Maghen David o scudo di David

La stella di David, o meglio lo scudo di  David (in ebraico מגן דוד‎?, Māḡēn Dāwīḏ; pronuncia tiberiana [mɔˈɣen dɔˈvið], pronuncia ebraica moderna [maˈɡen daˈvid]; in ebraico ashkenazita e yiddish Mogen Dovid o Mogein Dovid [ˈmɔɡeɪn ˈdɔvid]), o anche sigillo di Salomone,  è la stella a sei punte che, insieme alla Menorah, rappresenta la civiltà e la religiosità ebraica.
Diventata simbolo del sionismo fin dal primo congresso sionista di Basilea (1897), è presente nella bandiera di Israele (insieme alle fasce blu del Talled) a partire dal 1949, quando la bandiera sionista divenne quella ufficiale dello Stato di Israele.
La "stella a sei punte" è anche un simbolo molto diffuso nella cabala esoterica e nell'occultismo più in generale.

Bandiera di Israele

Con differenti colori e motivi nella parte centrale, la stella di David è presente nel simbolo di ognuna delle Dodici Tribù di Israele.
Nell'Unicode, il simbolo "Stella di Davide" è U+2721 (✡).

## Origine

### Forma e significato

L'"Albero della Vita" (cfr Sefirot) derivato dal Fiore della Vita.

Si pensa che questo simbolo provenga da antichi trattati ermetici, molti gruppi iniziatici e popoli del mondo che lo hanno usato ne hanno attribuito un'importanza e un significato diverso. Dall'antico testo di Ermete Trismegisto emerge il significato: "Ciò che è in basso è come ciò che è in alto, e ciò che è in alto è come ciò che è in basso, per fare i miracoli della realtà Una. E poiché tutte le realtà sono e provengono da una, per la mediazione di una, così tutte le realtà sono nate da questa realtà unica mediante adattamento". L'incontro dei due triangoli simboleggia l'unione perfetta dello spirito e della materia. Tutto ciò che esiste e si manifesta nel mondo fenomenico degli effetti è un riflesso del mondo invisibile delle cause che vi sono in principio, il microcosmo e il macrocosmo si compenetrano vicendevolmente e sono uno lo specchio dell'altro. Rappresenta anche l'unione e l'equilibrio del principio maschile (triangolo con la punta verso l'alto) e il principio femminile (triangolo con la punta verso il basso) in sé stessi.
La forma della stella è un esempio dell'esagramma, un simbolo significativo anche per altri popoli. È ottenuta dall'incrocio di due triangoli equilateri (aventi quindi tre angoli uguali di 60° ciascuno) e di eguali dimensioni, uno col vertice rivolto verso l'alto e il secondo col vertice rivolto verso il basso. L'esagramma è da datarsi anteriormente alla sua apparizione nella cultura ebraica. Fuori dal sistema giudaico viene impiegato prevalentemente nell'occultismo.
Un'altra teoria sull'origine della forma è da reperirsi semplicemente in 2 delle 4 lettere ebraiche del nome David. Nella scrittura ebraica Davide è scritto solo con 3 caratteri, due dei quali sono la "D" (o "Dàleth" in ebraico). Nei tempi antichi questa lettera veniva scritta in modo molto simile a un triangolo, più o meno come la lettera greca "Delta" con la quale condivide il suono e la stessa posizione (quarta) nei rispettivi alfabeti come anche la D in italiano e negli altri alfabeti occidentali. Il simbolo poteva essere un semplice stemma della famiglia formato ribaltando e sovrapponendo le due più importanti lettere del nome del capostipite.
Alcuni ricercatori hanno anche teorizzato che la Stella di David rappresenti la situazione astrale al momento della nascita di David o della sua incoronazione e alcune recenti ricerche sembrerebbero dimostrare che il ritorno di quella situazione astrale fosse anche il segno nuovamente atteso per la venuta del Messia, realizzatosi all'avvento di Gesù di Nazareth. In altre parole, la famosa stella vista dai Magi sarebbe proprio la Stella di Davide.
In effetti, la Stella di Davide è altresì conosciuta come la Stella del re nei circoli astrologici e fu pure un simbolo astrologico nello Zoroastrismo.
In antichi papiri, i pentagrammi, insieme a stelle ed altri simboli, era spesso reperibile su amuleti con il nome ebraico di Dio, e veniva usato per proteggere dalla febbre e da altre malattie. Stranamente non si trovava l'esagramma su questi amuleti. Nel Grande papiro magico a Parigi e a Londra possiamo trovare 22 simboli per parte ed un cerchio con dodici simboli, ma non sono reperibili pentagrammi o esagrammi.
Quindi, con tutta probabilità non fu il sincretismo delle influenze ellenistica, ebraica e copta a originare il simbolo. È possibile che sia stata la Kabbalah a far derivare il simbolo dai Templari, ma questo ipotizzerebbe un'origine molto posteriore alla datazione accertata (almeno il III secolo a.C., vedi sotto). La "Pratica" della Kabbalah fa uso di questo simbolo ordinando le dieci Sephiroth, sul simbolo e mettendolo sugli amuleti. Comunque, il simbolo non si trova sui classici testi kabbalistici come lo Zohar, gli scritti del rabbino Isaac Luria e altri similari. Pertanto si può dire che quest'uso nel diagramma sefirotico non è nulla più di una reinterpretazione di simboli magici preesistenti.
Un'etimologia popolare sarebbe quella secondo cui la Stella di David venne letteralmente tratta dallo scudo del giovane guerriero Davide (che poi sarebbe diventato il re David). Per risparmiare metallo, lo scudo sarebbe stato fatto con un supporto metallico di due triangoli incrociati con una copertura in pelle. Non vi è chiaramente alcuna prova storica evidente dell'esattezza di questa pur acuta etimologia popolare. L'interpretazione tradizionale vede un triangolo "acquoso " e "femminile" con il vertice rivolto verso il basso ed uno "focoso" e "maschile" con il vertice rivolto verso l'alto. In un secondo tempo, superato questo dualismo, la cosmologia cominciò a parlare dei quattro elementi costituenti l'universo. Il triangolo con il vertice rivolto verso l'alto indicava l'"aria" e quello con il vertice verso il basso la "terra".

### Forma dello Scudo
Lo Scudo di Davide non viene menzionato nella letteratura rabbinica antica. È degno di nota, però, che non ci sono prove archeologiche della presenza di questo simbolo nella Terra santa nei tempi antichi, anche dopo i tempi del re David. Gli studiosi concordano nel fatto che anche durante il periodo del Secondo Tempio lo Scudo di Davide non era un simbolo largamente riconosciuto in Israele. Un ipotetico Scudo di Davide comunque è stato recentemente notato su una Lapide ebraica a Taranto datata verso il III secolo a.C.
Leggende ebraiche fanno collegare il simbolo al Sigillo di Salomone, il magico anello con sigillo usato dal re Salomone per controllare i demoni e gli spiriti. Le leggende ebraiche collegano il simbolo anche ad uno scudo magico teoricamente posseduto dal re Davide che lo avrebbe protetto dai nemici.
Gli studiosi hanno proposto anche che possa essere una reliquia delle pratiche religiose dell'Antico Egitto, adottato dagli israeliti che avevano a che fare con l'occultismo e il sincretismo non prima del periodo del re Salomone.
La prima citazione della letteratura ebraica dello Scudo di Davide è l'Eshkol ha-Kofer del Karaita Giuda Hadassi (metà del XII secolo EV) ed afferma nel capitolo 242: «Sette nomi di angeli precedono la mezuzah: Michele, Gabriele, ecc. ... Tetragramma li protegge tutti! E anche il simbolo chiamato 'Scudo di David' è posto a lato del nome di ogni angelo.» Era quindi anche questa volta un simbolo su un amuleto.
Un manoscritto del Tanakh datato 1307 e appartenuto al rabbino Giuseppe bar Yehuda ben Marvas di Toledo, in Spagna, venne decorato con una Stella di David.
Nelle sinagoghe, forse, prese il posto della mezuzzah, e il nome "stella di Davide" potrebbe essergli stato dato in virtù dei suoi presunti poteri protettivi. L'esagramma potrebbe essere stato adoperato all'inizio anche come ornamento delle sinagoghe, com'è successo, per esempio, anche nelle cattedrali di Brandeburgo e Stendal, sul Marktkirche ad Hannover e sul sagrato del duomo di Vigevano. Un simbolo in questa forma è stato ritrovato anche sull'antica sinagoga di Tell Hum. A Cafarnao si ritrova nelle decorazioni marmoree della sinagoga del V sec. d.C., assieme al pentagramma.

### Scudo con le stelle
Nel 1354, il Re di Boemia Carlo IV prescrisse per i Giudei di Praga una bandiera rossa con sia lo scudo di Davide che il sigillo di Salomone. La bandiera rossa con la quale i Giudei incontrarono il Re Mattia Corvino nel XV secolo aveva due pentagrammi con due stelle d'oro (Schwandtner, Scriptores Rerum Hungaricarum, ii. 148). Infatti, nel 1460, gli ebrei di Budapest, ricevettero il re Mattia Corvino con una bandiera rossa con due Scudi di David e due stelle. Il pentagramma, perciò, era evidentemente in uso anche tra gli Ebrei.
Si può vedere in un manoscritto già dall'anno 1073 (facsimile in M. Friedmann, Seder Eliyahu Rabbah ve-Seder Eliyahu Ztṭa, Vienna, 1901). Nel primo libro di preghiere in ebraico, stampato a Praga nel 1512, un grande Scudo di David appariva sulla copertina. Nel colofone del libro venne scritto: «Ogni uomo sotto la sua bandiera concorda con la casa dei suoi padri... e merita di conferire un dono benigno su ognuno che porta lo Scudo di Davide». Nel 1592, a Mordechai Maizel venne dato il permesso di esporre «una bandiera del re David simile a quella della Sinagoga Principale» nella sua sinagoga a Praga. Nel 1648 ai giudei di Praga venne di nuovo dato il permesso di esporre una bandiera come ricompensa per aver partecipato alla difesa della città contro gli Svedesi. Su uno sfondo rosso compariva uno Scudo di David in giallo al centro del quale stava una stella svedese.

## Nella cultura ebraica

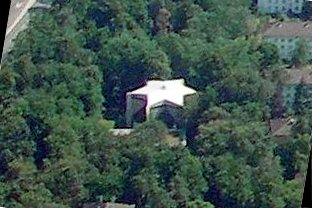
Una sinagoga con la forma della Stella di David

La Stella di David può essere trovata sulle lapidi degli ebrei religiosi fin da centinaia di anni fa in Europa, ed è universalmente accettata come simbolo del popolo ebraico. A conseguenza dell'emancipazione giudea dopo la Rivoluzione francese, le comunità ebraiche scelsero la Stella di David per rappresentarsi, similmente a quanto aveva fatto la maggioranza dei cristiani con la croce.
Alcuni gruppi di ebrei ortodossi rifiutano l'uso dell'esagramma a causa della sua relazione con la magia e l'occulto e non lo riconoscono come un simbolo ebraico. Alcuni gruppi di Haredim, chiamati Neturei Karta, lo rigettano a causa dell'associazione comune col Sionismo.
Diverse sinagoghe degli ortodossi moderni, e anche numerose sinagoghe di altri movimenti ebrei, espongono comunque la bandiera di Israele con la Stella di David in evidenza di fronte alle sinagoghe e vicino all'arca contenente i rotoli della Torah.

## Uso presso i cristiani

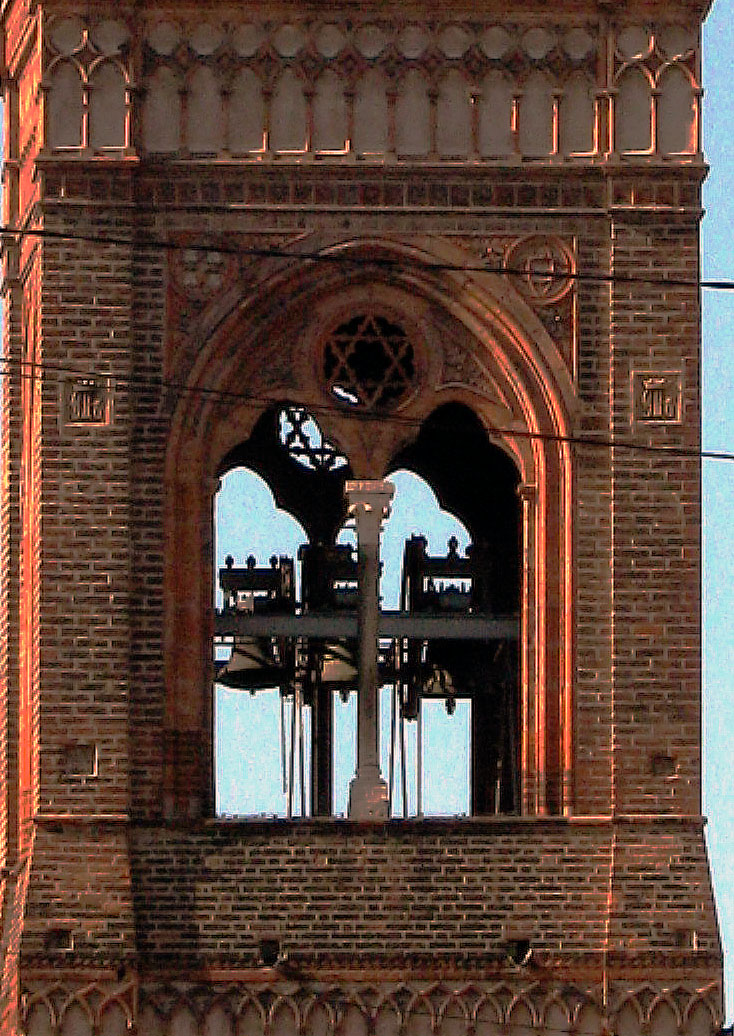
Il motivo della Stella di David nel campanile neogotico di Santa Maria in Strada a Monza (fine XIX secolo)

La Bibbia non fa nessuna menzione diretta della Stella di Davide. Il Catechismo della Chiesa Cattolica, al numero 528, riferisce che "I magi venuti a Betlemme per adorare il re dei Giudei ... alla luce messianica della stella di Davide, cercano in Israele colui che sarà il re delle nazioni". È evidente che in questo contesto non si sta parlando di un particolare simbolo a forma di esagramma, quanto della nuova stella come simbolo biblico dell'ascesa regale della casata di Davide (Cfr. Nm 24,17-19: la visione di Balaam).
Fino al XIX secolo la Stella di Davide appare sporadicamente come motivo puramente ornamentale anche in chiese o altri edifici sacri cristiani. A partire dall'Ottocento, invece, crebbe una certa perplessità di fronte all'impiego di questo simbolo, che progressivamente veniva sempre più connotato come identificativo dell'ebraismo, se non addirittura come un richiamo all'occultismo o alla simbologia massonica. Alcune chiese relativamente recenti presentano tuttavia ancora la Stella di Davide come motivo ornamentale. Si pensi al rosone centrale della chiesa di San Marco a Milano o al timpano nella facciata neogotica della Basilica di Santa Croce a Firenze, anche se in questo caso progettata da un ebreo. Ad ogni modo, il suo utilizzo negli edifici di culto cattolici rimane sempre raro. Curioso è il fatto che la stella di Davide sia riproposta nella Galleria Umberto I di Napoli, posta di fronte al Teatro S. Carlo. Sul tamburo della cupola, decorato con finestre, è infatti presente il simbolo della stella.
Parecchi cristiani, specialmente tra gli anglicani indipendenti, i battisti, ed altri protestanti, appoggiano dichiaratamente lo Stato di Israele, sulla base della convinzione che Dio abbia stabilito un patto con gli israeliti in cui è stabilito che la Terra di Israele debba rimanere in loro possesso. Per questo motivo si possono vedere Stelle di David (o altri simboli ebraici) nelle loro chiese e in particolar modo nelle vetrate. Un esempio di ciò è la stella incastonata nel soffitto della Cattedrale nazionale di Washington.

### Davidiani
Il Davidiani hanno fede nella restaurazione del regno davidico in Israele prima della seconda venuta di Cristo (Avvento o Parusia) nelle nuvole del cielo e il riferimento al ramo davidico non è dato dal nome del capo della setta David Koresh ma basato sul Libro di Isaia 11:1) al biblico ''Albero di Jesse'', (che compare 
nello stemma ufficiale utilizzato dai Davidiani, all'interno di una stella di David, il padre di re Davide, dal quale sarebbe disceso il Messia Gesù. Koresh, il re Ciro II di Persia, è la figura del gentile che aiuta gli ebrei a far ritorno in Palestina. Victor Houteff ha diretto i Davidiani a lavorare per la riforma della Chiesa cristiana avventista del settimo giorno esclusivamente, in preparazione di un grande afflusso di convertiti, quando la chiesa sarebbe divenuta in uno stato più puro.

### Santi degli ultimi giorni (Mormoni)

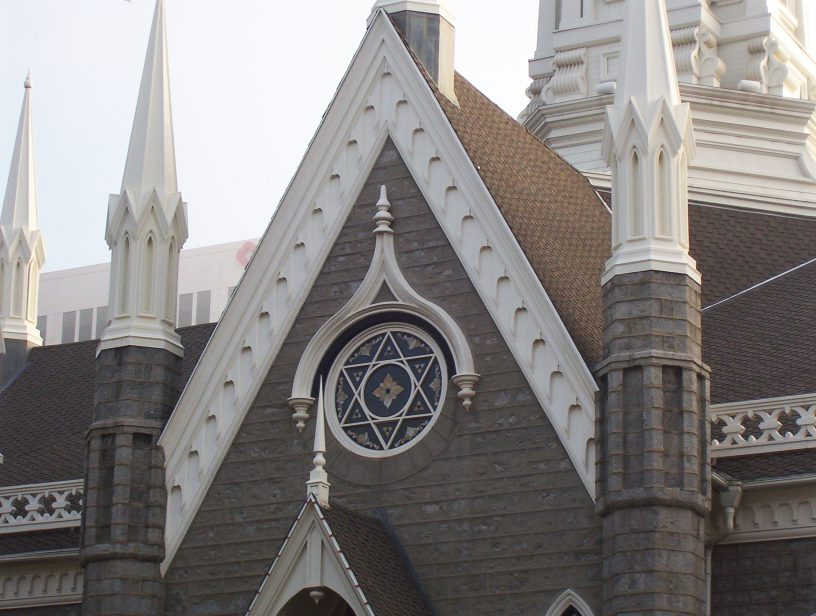
Stella di David sulla facciata della Sala delle Assemblee, Piazza del Tempio di Salt Lake City. Peraltro, questo edificio mormone è adornato da dodici guglie rappresentati le dodici tribù di Israele

La Stella di David viene anche adottata, anche se più raramente, dalla Chiesa di Gesù Cristo dei Santi degli Ultimi Giorni, principalmente per uso in architettura. Simboleggia le Tribù d'Israele e l'amicizia e l'affinità con il popolo ebreo. Inoltre, alcuni teologi indipendenti SUG come l'ebreo-SUG Daniel Rona hanno avanzato la possibilità che la Stella di Davide venne creata dopo gli Urim e Tummim, ma questa non è comunque la dottrina ufficiale della Chiesa.

### Chiesa Cristiana di Sion
Un distintivo con una Stella di David e portato dai membri della Chiesa Cristiana di Sion, che conta più di tre milioni di membri ed è la più grande Chiesa africana istituita dell'Africa del sud.

## Uso presso i musulmani
Il professor Gershom Scholem teorizza che la Stella di Davide ebbe origine nei testi di Aristotele, che usò i triangoli in differenti posizioni per indicare i diversi elementi basici. I triangoli sovrapposti rappresentano così le combinazioni di elementi. Dai testi di Aristotele questi simboli sono arrivati fino alla letteratura araba pre-musulmana.
Gli arabi musulmani si interessavano di matematica ed erano attirati dalle storie bibliche ed islamiche. Difatti uno dei personaggi più importanti nella prima letteratura araba islamica era il Re Salomone (in arabo Sulaymān). Il Talmud babilonese contiene una leggenda su Salomone rapito da Asmodeo, re dei demoni. Riuscì a rapire il re rubandogli il suo "sigillo di Salomone", anche se secondo il Talmud quel sigillo era semplicemente una moneta di metallo col tetragramma del nome divino scritto sopra. È possibile che il sigillo venisse alterato nelle storie arabe. La prima apparizione del simbolo nelle scritture ebree fu nei testi kabbalistici orientali, così è possibile che la Stella di David fosse un'alterazione del pentagramma mediante l'influenza araba.

La bandiera di Candar secondo l'Atlante catalano.

In vari passaggi del Corano vi è scritto che David e Salomone fossero profeti e re, e pertanto sono figure riverite dai musulmani. I Beylik musulmani della Turchia e parte dei Giannizzeri, durante le dinastie qaramanide e Candaroglu usarono la stella sulle loro bandiere. Tuttora la stella si può trovare in moschee e in altri manufatti dell'arte islamica.

## Uso presso i nazisti

Stella gialla utilizzata durante il nazismo

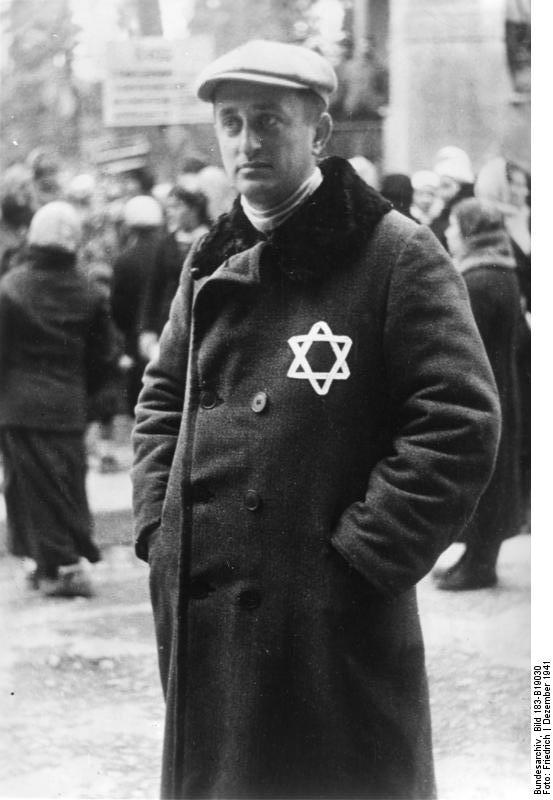
Ebreo nella Russia occupata dai nazisti con la stella di David cucita sul cappotto

Una Stella di David, spesso di colore giallo, venne impiegata dai nazisti durante la Shoah come metodo di identificazione degli ebrei, e venne chiamata la Stella Ebrea. Una foto freelance, datata al 1935, proveniente da Hulton Archive, raffigura un ebreo tedesco di classe media che a Berlino, nella Germania nazista, sta camminando con una valigetta in mano. Indossa una grande stella di David sul soprabito del suo abbigliamento da lavoro, che lo ha ridotto, anche se libero, allo status di schiavo e un bersaglio facile dell'antisemitismo. (Foto di Hulton Archive / Getty Images).
L'obbligo di portare la Stella di Davide con la parola jude (ebreo in tedesco) scritta sopra venne esteso a tutti gli ebrei al di sopra dei 6 anni nelle zone occupate dalla Germania dal 6 settembre 1941. In altri luoghi vennero utilizzate le parole della lingua locale (per esempio juif in francese, jood in olandese). Nella Polonia occupata gli ebrei vennero costretti a portare una fascia sul braccio con una Stella di Davide sopra, come anche una pezza davanti e dietro i propri indumenti.
Gli ebrei internati nei campi di concentramento vennero in seguito costretti a portare simili simboli, che rientravano in una lista più lunga di simboli dedicata alle varie categorie. Queste erano di solito identificate da un triangolo colorato, mentre la Stella di David era composta da due triangoli gialli sovrapposti.

## Altri usi
Nella veste politico-sionista del simbolo, è stato e viene tuttora spesso bruciato in manifestazioni pubbliche che contestano la legittimità dello Stato di Israele.

### Araldica
Parimenti all'uso del termine pentalfa in luogo della stella araldica a cinque punte, esalfa è nell'araldica e in una piccola parte della vessillologia il nome usato per definire una stella a sei punte, come la Stella di Davide, ma non vuota e con semplici linee radianti.

### Magen David rosso

L'emblema del Magen David Adom, dal 2006 solo all'interno del paese

Magen David Adom (Stella rossa di Davide) è la società di soccorso nazionale, competente per le emergenze sanitarie, per disastri, soccorso con ambulanza e servizio di banca del sangue di Israele, analoga alla Croce Rossa e Mezzaluna Rossa Internazionale. A seguito dell'adesione di Israele al Terzo Protocollo Aggiuntivo (2005) alle Convenzioni di Ginevra, il Magen David Adom è entrato a far parte del Movimento Internazionale della Croce Rossa e della Mezzaluna Rossa aggiungendo alla stella il simbolo del diamante. La formalizzazione del riconoscimento del Magen David Adom quale membro del Movimento di CR/MR è avvenuta per acclamazione nel corso della XXIX Conferenza Internazionale della CR/MR, tenutasi a Ginevra nel 2006.

Il simbolo adottato da Israele dal 2006 per le ambulanze della Croce Rossa nelle missioni all'estero

### Religioni orientali
Stelle a sei punte sono state trovate anche come diagrammi cosmologici nell'Induismo, nel Buddismo e nel Giainismo. Le ragioni dietro a questa comune apparizione del simbolo nelle religioni Indiane e Occidentali sono perse nei misteri dell'antichità. Una possibilità potrebbe essere quella secondo cui queste abbiano un'origine comune, ma esiste anche la possibilità che artisti religiosi o adepti delle religioni di varie culture creassero indipendentemente la forma della Stella di Davide, che dopotutto è una semplice ed ovvia forma geometrica.
Nelle leggende indiane, la forma è generalmente consistente di due triangoli, uno che punta verso l'alto e l'altro verso il basso, bloccati in un abbraccio armonioso. I due componenti sono chiamati 'Om' e 'Hrim' in sanscrito, e simboleggia la posizione dell'uomo tra la terra e il cielo. Il triangolo rivolto verso il basso simboleggia Shakti e quello rivolto verso l'alto Siva. L'unione mistica dei due triangoli rappresenta la creazione.
I due triangoli insieme sono conosciuti anche come 'Shanmukha', ossia il sei-facce, che rappresenta le sei facce di Kartikeya, progenie di Siva e Shakti. Questo simbolo fa anche parte di diverse yantra e ha un profondo significato nei rituali indù dell'adorazione e della mitologia.
L'esagramma è un antico simbolo che si trova anche in antichi templi Indiani col nome di Shatkona. Simboleggia il Nara-Narayana, o il perfetto stato meditativo dell'equilibrio tra l'Uomo e Dio, che, se mantenuto, porterebbe nel "Moksha", o "Nirvāṇa" (liberazione dai limiti del mondo terrenale e le sue trappole materialistiche).

### Buddismo
Nel Buddismo, alcune vecchie versioni del Bardo Thodol, conosciuto anche come Il Libro tibetano dei morti, contengono una Stella di David con una svastica al suo interno. Ma questo non ha nulla a che vedere con l'uso della così chiamata Stella di Davide da parte delle religioni tibetane. In tibetano, viene definita "origine del fenomeno" (chos-kyi byung-gnas). È soprattutto connessa col culto di Vajrayogini, e forma la parte centrale di Her mandala. In realtà è in tre dimensioni invece di due, anche se potrebbe essere stata solo disegnata in maniera differente.

### Teosofia
La Stella di David è usata come sigillo e come emblema della Società teosofica (fondata nel 1875). Anche se è maggiormente sfruttato, in realtà appare con altri simboli religiosi, tra i quali la Svastica, l'Ankh, l'Aum e l'Ouroborus.

### Movimento Raeliano
Il Movimento Raeliano Internazionale (IRM), un movimento religioso-pacifista, usa la Stella di David. Questo simbolo, d'accordo con il fondatore dell'IRM, Rael, è da attribuirsi al fatto che secondo il credo dei raeliani il termine Elohim (Dio in ebraico) significhi invece "coloro che vengono dal cielo" e che quindi si tratti non dell'Onnipotente, bensì di extraterrestri tecnologicamente avanzati che mediante l'ingegneria genetica avrebbero sintetizzato la vita sulla terra dalla materia inanimata in 7 laboratori base che contengono il simbolo.
Alcuni significati che introducono particolari variazioni di questo simbolo sono supportati dall'IRM, come il "ben fatto" (dove "svastica" significa "ben fatto" in Sanscrito) e "infinito temporalmente" (dove gli Hindi vedono la svastica come simbolo per cicli "eterni"). Nel Movimento Raeliano i due triangoli significano "come sopra, così sotto", che potrebbe riferirsi alla somiglianza tra il passato dei creatori e il futuro delle creature o forse alla ripetuta struttura gerarchica dell'universo.
L'IRM ha un piano a lungo termine, ovvero costruire un tempio complesso o ambasciata che dovrebbe, nel periodo della Singolarità tecnologica, e prima del 2036, supportare l'arrivo di profeti delle maggiori e di alcune minori religioni dopo un ritorno da un viaggio interstellare. Rael necessita che l'ambasciata contenga il "simbolo degli Elohim". Il simbolo inizialmente usato dal Movimento raeliano diede inizio a una controversia riguardo alla proposta di costruire l'ambasciata raeliana in Israele dal momento in cui alla Stella di Davide venne aggiunta una svastica nel mezzo.